# Peromyia lobata
Peromyia lobata är en tvåvingeart som beskrevs av Junichi Yukawa 1971. Peromyia lobata ingår i släktet Peromyia och familjen gallmyggor. Inga underarter finns listade i Catalogue of Life.